# Cavallera
Cavallera és una entitat de població rural del municipi de Camprodon a la comarca del Ripollès. El 2009 tenia 18 habitants.

## Geografia
Està situada al vessant solell de la serra Cavallera, a l'extrem sud-est de la serra, a 1150 m d'altitud. Formen el poble unes quantes cases i masies disperses al voltant del camí de Cavallera, actualment una pista encimentada. Aquesta pista és l'únic accés per a vehicles al veïnat i porta, baixant tres quilòmetres, cap a la Colònia Estabanell (a mig camí entre Camprodon i Sant Pau de Segúries per la carretera C-38) i cap a Ogassa, Sant Martí d'Ogassa i coll de Jou anant en sentit contrari, i uns quilòmetres més lluny. També hi surten senders que porten directament a Camprodon i Llanars.

## Història
El nom Cavallera té origen a l'edat mitjana. No se sap si la serra Cavallera donà nom al poble o si fou la Torre Cavallera qui donà nom al poble i a la serra. El més lògic és pensar que aquesta contrada rebia el nom de Cavallera (perquè hi pasturaven cavalls); després, el petit nucli de població degué agafar el nom de l'indret on es construïen les cases (plausiblement als segles de l'alta edat mitjana) i, finalment, el nom passà a la fortificació. Segons l'Onomasticon Cataloniae de Joan Coromines, «l'aplicació de “cavaller” i derivats a la toponímia està determinada en alguns casos pel fet de ser llocs alts dalt d'una serra, o roques que es troben l'una damunt de l'altra, fets comparables al cavaller damunt del cavall», i això podria ser aplicable en aquest cas.
La primera notícia de l'església de Cavallera és a la falsa acta de consagració de la catedral d'Urgell de l'any 819. Malgrat que es tracti d'un document fals, això ja demostra que és un lloc molt antic, segurament habitat al llarg de tota l'època carolíngia. Les primeres mencions documentals són dels anys 911 i 913.
L'economia s'ha basat sempre en l'agricultura. Produeix patates i cereals. També hi té importància la ramaderia bovina.
Cavallera no ha tingut mai ajuntament propi. Havia pertanyut a Freixenet de Camprodon fins a la seva agregació al municipi de Camprodon l'any 1965.
A causa de l'èxode rural, la població de Cavallera està decreixent. Segons el cens del 1960 era de 76 habitants i el cens del 2009 indicava una població de 18 habitants.

## Patrimoni

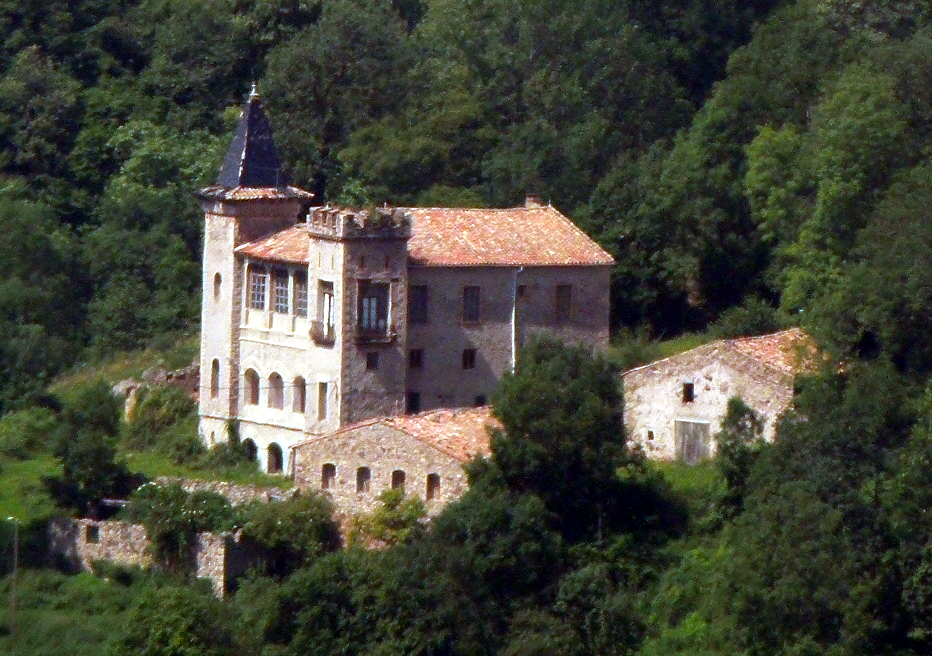
Mas Pomer, vist des de Sant Antoni

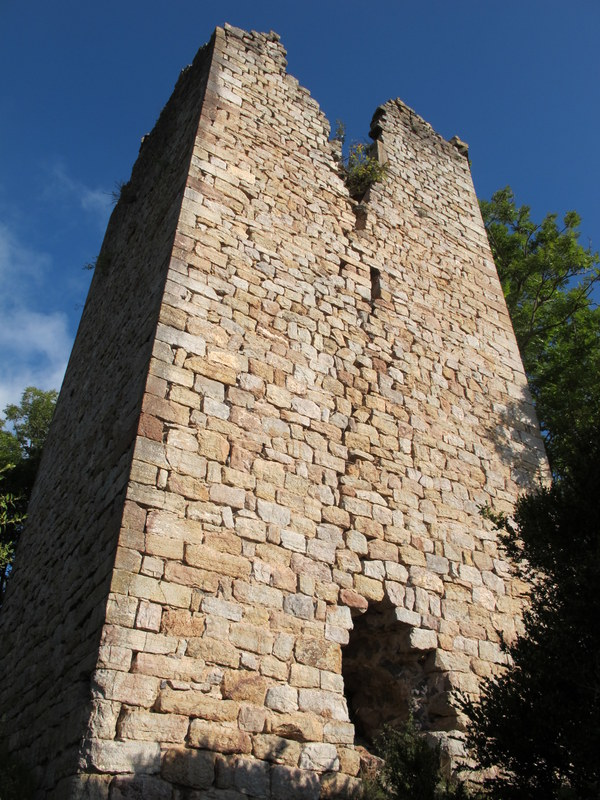
La Torre Cavallera

En l'edat mitjana es construïren a Cavallera dues edificacions romàniques que són patrimoni arquitectònic d'alt interès: la Torre Cavallera i l'església de Sant Miquel de Cavallera.
No gaire lluny de la Torre Cavallera destaca també Mas Pomer (42° 17′ 53.97″ N, 2° 20′ 47.44″ E / 42.2983250°N,2.3465111°E), obra popular i historicista d'inicis del segle xx, amb elements modernistes, així com una teulada de ceràmica vidriada.

### Torre Cavallera
42° 17′ 50.6″ N, 2° 20′ 56.2″ E / 42.297389°N,2.348944°E
A l'àmbit del poble s'aixeca la Torre Cavallera, en un punt estratègic de la serra del mateix nom, a 1.136 m d'altitud, des del qual es domina tota la vall del Ter fins a Sant Pau de Segúries. La seva funció era quasi segurament la de defensar l'entrada meridional de Camprodon servint de punt de guaita i de torre de senyals. La fortalesa de Cavallera apareix ja documentada al segle x, tot i que la torre és posterior.
Malgrat el pas de les centúries i l'acció destructora dels elements atmosfèrics, la torre encara és força sencera, gràcies a la solidesa dels seus murs que sobrepassen la gruixària d'un metre. És de planta quadrada i cada costat amida uns 6 metres. La part superior s'ha enrunat però encara té una alçada d'uns 12 metres. La porta d'accés, al mur de llevant, és a uns 4 m d'alçada i s'hi accedia mitjançant una escala llevadissa. Encara és ben visible la volta de canó que formava el primer sostre.
A prop de la torre es pot veure l'entrada d'un dels antics fortins que formaven part de l'anomenada Línia P o Línia Pirineus.

### Sant Miquel de Cavallera
42° 17′ 33.5″ N, 2° 20′ 40.5″ E / 42.292639°N,2.344583°E
L'església de Sant Miquel de Cavallera és una construcció romànica del segle xii, encara que l'actual en substitueix una d'anterior documentada a l'acta de consagració de la catedral d'Urgell.
És de planta rectangular, d'una sola nau. Té un petit campanar de cadireta i més tardà. L'entrada és lateral i es troba al costat del cementiri. Actualment, té una casa moderna adossada i no s'hi diu missa regularment, només en alguns dies esporàdics de l'any.

## Galeria d'imatges

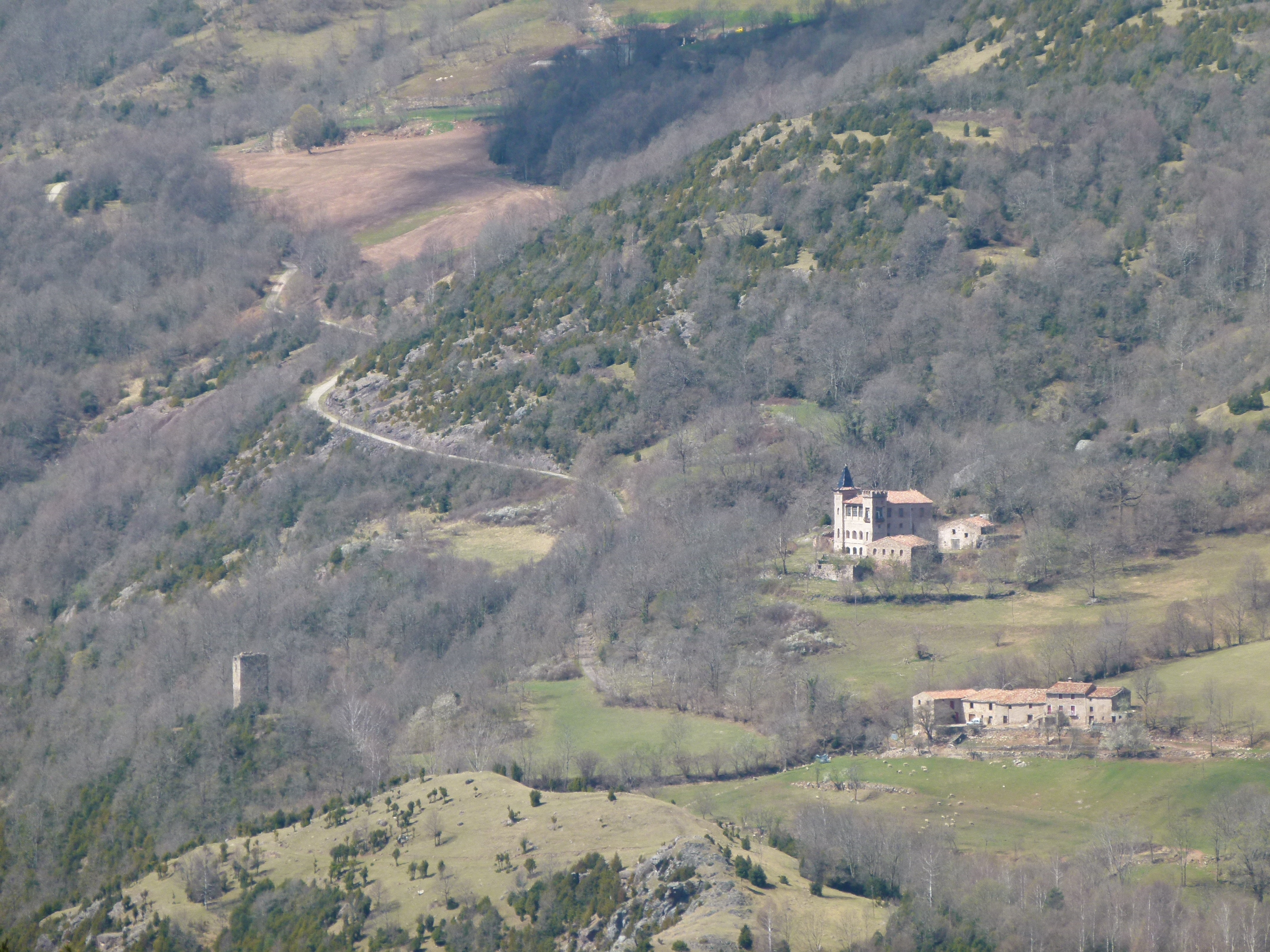
Torre Cavallera, Mas Pomer i el Puixeu
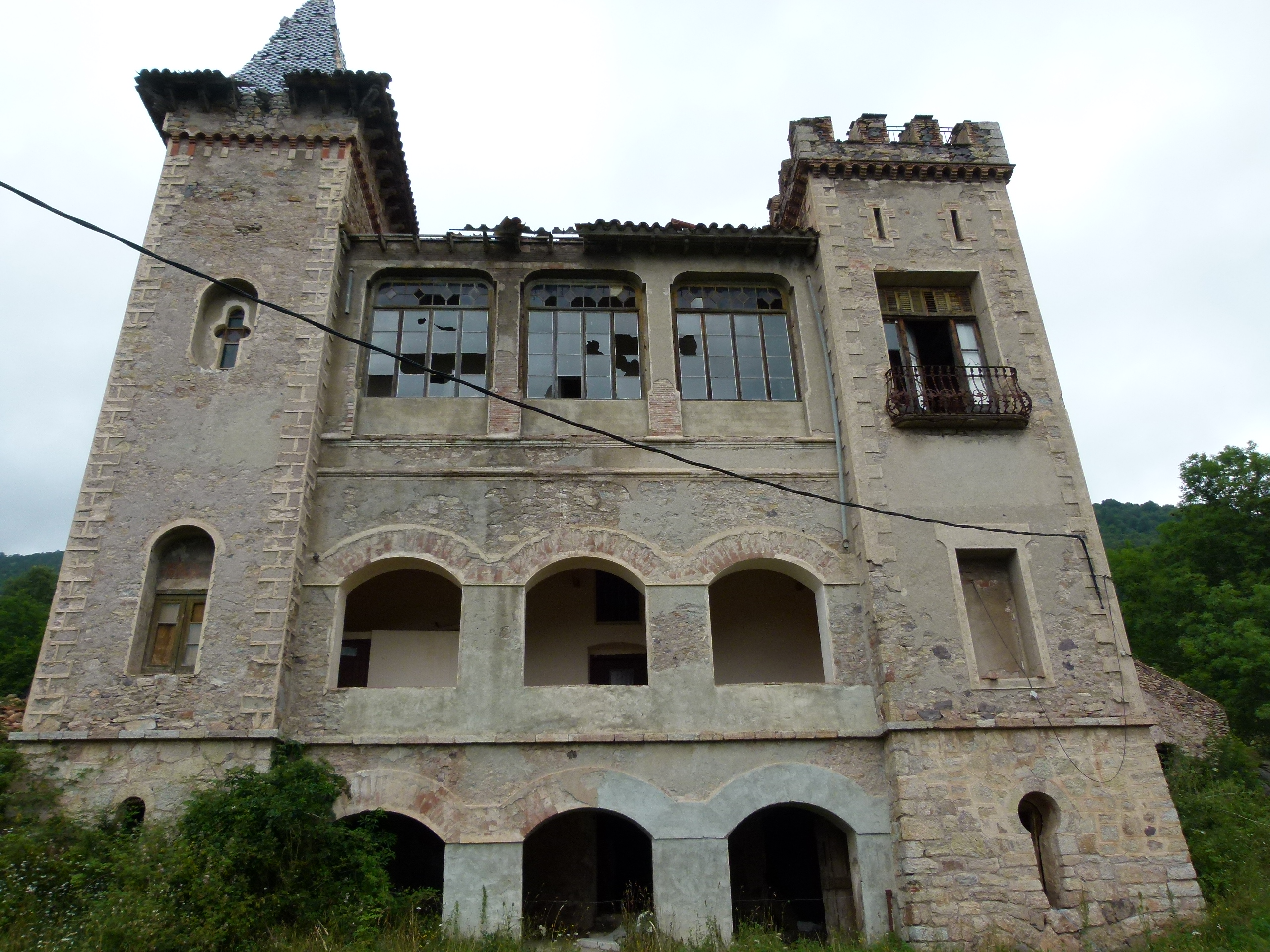
Mas Pomer, façana sud
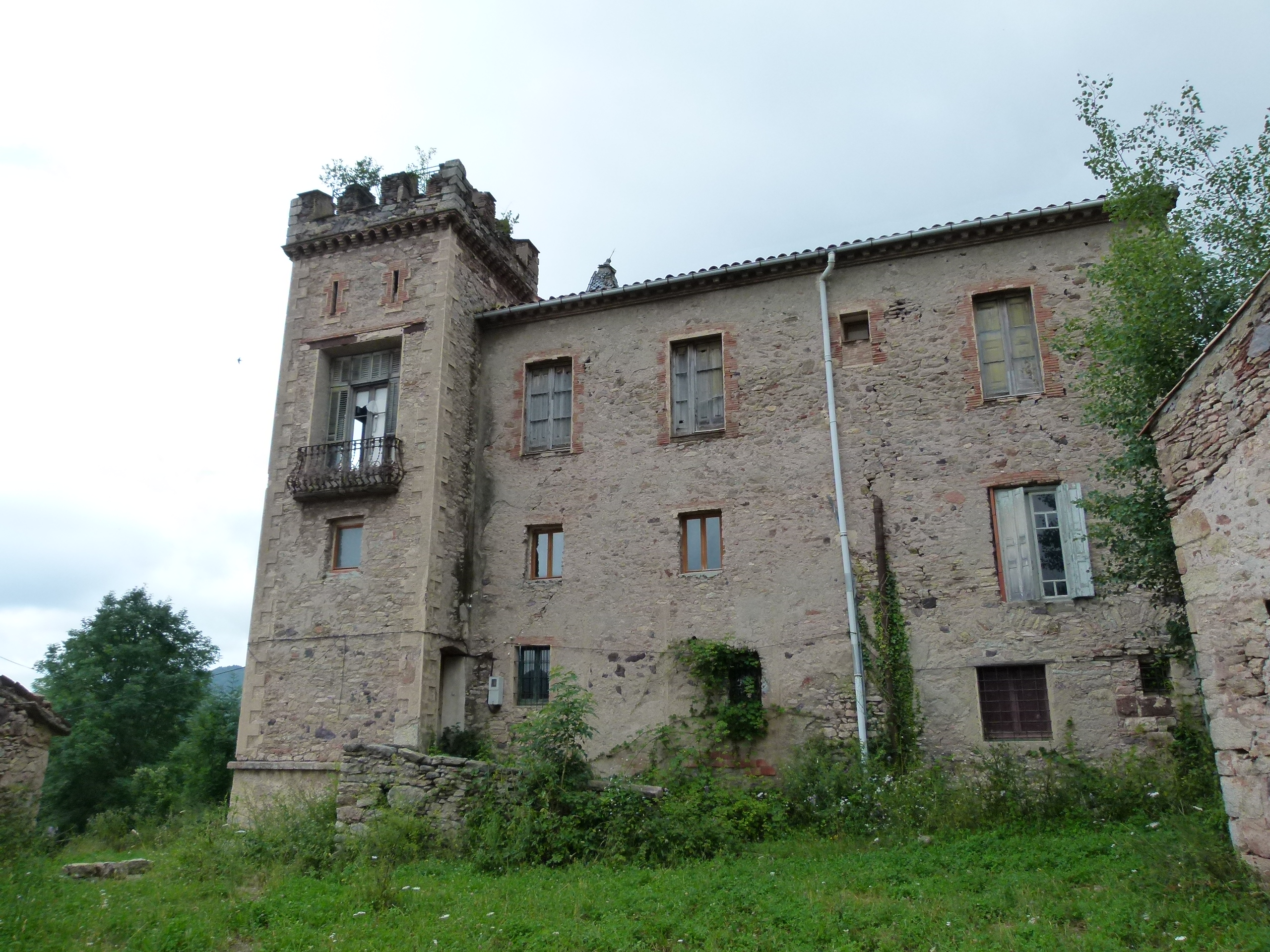
Mas Pomer, costat est
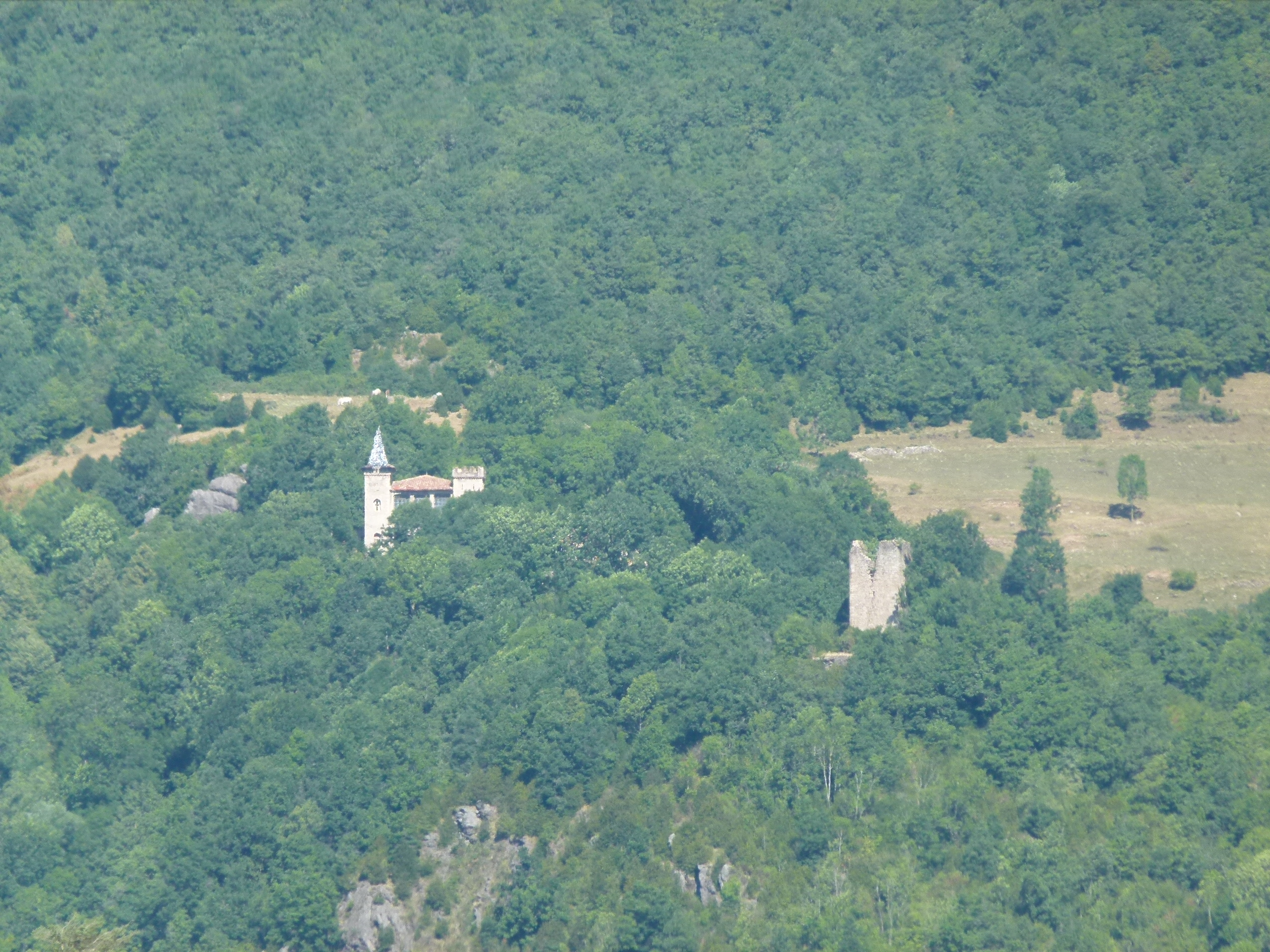
Mas Pomer i Torre Cavallera
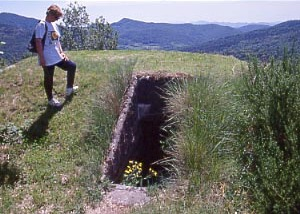
Entrada d'una casamata a prop de la Torre Cavallera
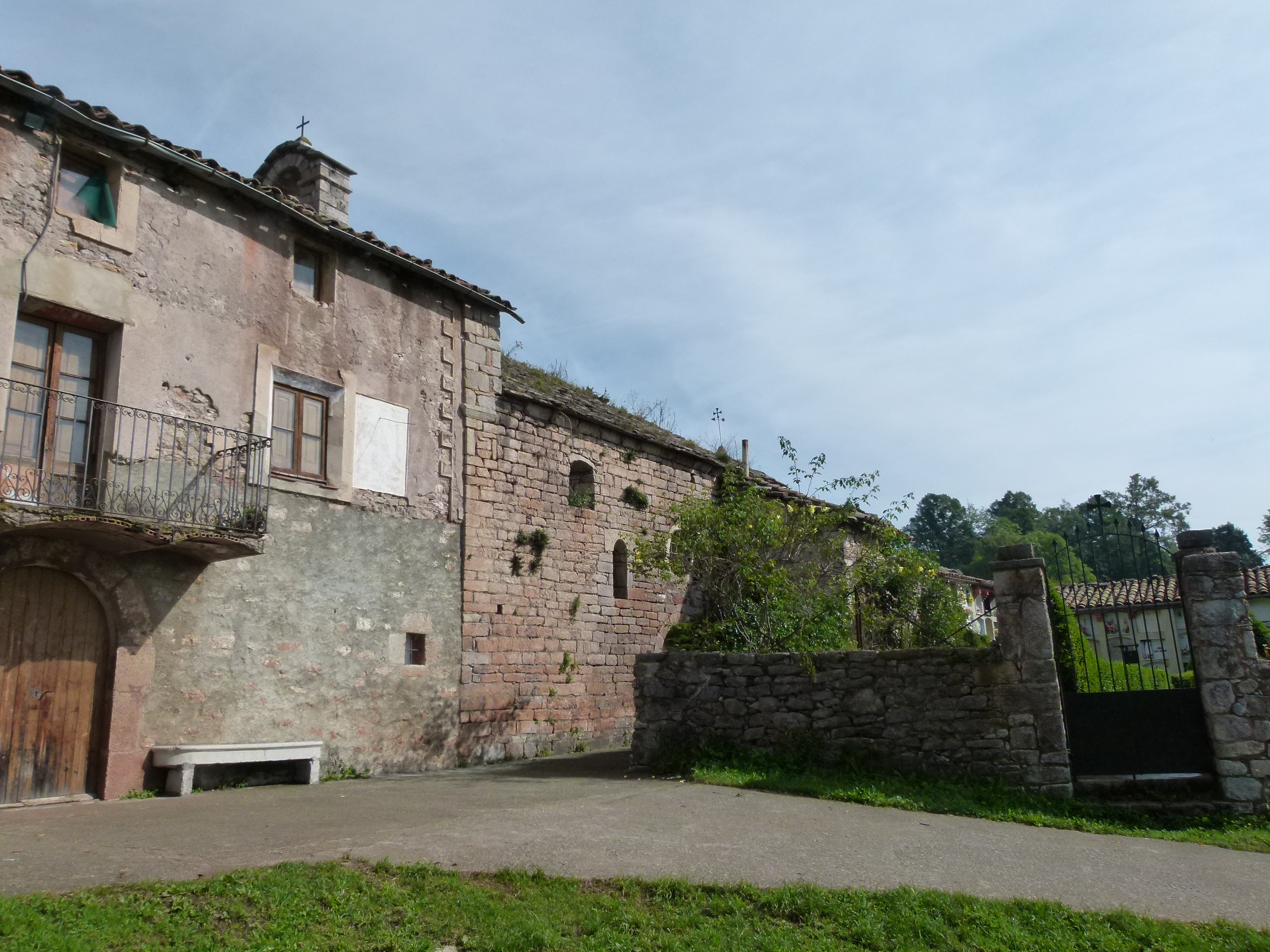
Sant Miquel de Cavallera, des de migjorn